# リモージュ・トロリーバス
リモージュ・トロリーバス（フランス語: Trolleybus de Limoges）は、フランスの都市・リモージュのトロリーバス。従来の路面電車を置き換える形で1943年から営業運転を続けており、フランスに現存するトロリーバス路線の1つとなっている。2025年現在は路線バスと共に混合経済会社であるリモージュ・メトロポール公共交通会社（Société des Transports en Commun de Limoges Métropole、S.T.C.L.M.）、通称「TCL」によって運営されている。

## 歴史
1938年、当時リモージュ市内で路面電車（リモージュ市電）を運営していたリモージュ電気軌道会社（Compagnie des Tramways Electriques de Limoges、C.T.E.L.）は、劣悪な状況が問題となっていたこれらの路面電車網をトロリーバスへ置き換える事が決定し、1939年に行政からの承認を受けた。その後の第二次世界大戦下の資材・人材不足の状況下の中でも、リモージュ電気軌道会社の敷地内へ施設を移したトロリーバス車両メーカーのヴェトラの協力もあり、1943年に最初の路線であるカルノー広場（Place Carnot）とボーダン通り（Avenue Baudin）を結ぶ2号線が営業運転を開始した。その後は終戦を挟んでトロリーバス網は拡大を続け、路面電車は1951年をもって廃止され、運営事業者の名称も1954年にリモージュ・トロリーバス会社（Compagnie des Trolleybus de Limoges、C.T.L.）に変更された。
1950年代以降、フランス各地では安価な石油価格を受けた路線バス網の発達によりトロリーバスの廃止が相次いだが、リモージュはその中でもトロリーバスの維持を決定した数少ない都市となり、1970年代には車掌業務の廃止に伴う信用乗車方式の導入といった合理化も行われた。そして1980年代にはディーゼルエンジンを搭載し架線が無い区間でも走行可能な車両の導入が行われた。一方、運営事業者についてはリモージュ・トロリーバス会社とリモージュ市との間の運営契約が終了した事を受け、1985年に行政が介入する混合経済会社へ転換された。
その後、1996年以降リモージュでは道路の電化によるトロリーバス網の拡張が進められており、2025年時点でトロリーバスはリモージュにおける公共交通機関の半数以上の営業キロを占めている。また、車両についても2005年以降旧型車両の置き換えや路線網の拡張に合わせた新型車両の導入が継続定期に行われている。一方、運営事業者の社名については、2016年に現在のリモージュ・メトロポール公共交通会社（Société des Transports en Commun de Limoges Métropole、S.T.C.L.M.）に変更されている。

## 系統
2025年現在、リモージュ市内には5つのトロリーバスの路線が存在し、市内4箇所に設けられている変電所から電気の供給が行われている。
| 系統番号 | 起点            | 終点              | 備考 |
| -------- | --------------- | ----------------- | ---- |
| 1        | Route de Lyon   | Porte Louyat      |      |
| 2        | Pierre Curie    | La Bastide        |      |
| 4        | Montjovis       | Pôle Saint Lazare |      |
| 5        | Jean Gagnant    | La Cornue         |      |
| 6        | Pôle La Bastide | Maréchal Juin     |      |

## 車両

### 現有車両
2025年時点のリモージュで使用されているトロリーバス車両は以下の通りである。
- クリスタリス（Cristalis） - フランスのイリスバス（→イヴェコ・バス）が展開したトロリーバス車両。リモージュには全長12 mの「ETB12」が導入された。
- スイストロリー（フランス語版）（Swisstrolley） - スイスのカロッセリー・ヘス（ドイツ語版）が展開する連節式のトロリーバス車両。
- クリアリス（フランス語版）（Crealis） - イヴェコ・バスが展開するトロリーバス車両。リモージュに導入された連節式車両は充電池を搭載しており、架線が無い区間でも電気を使った走行が可能である。

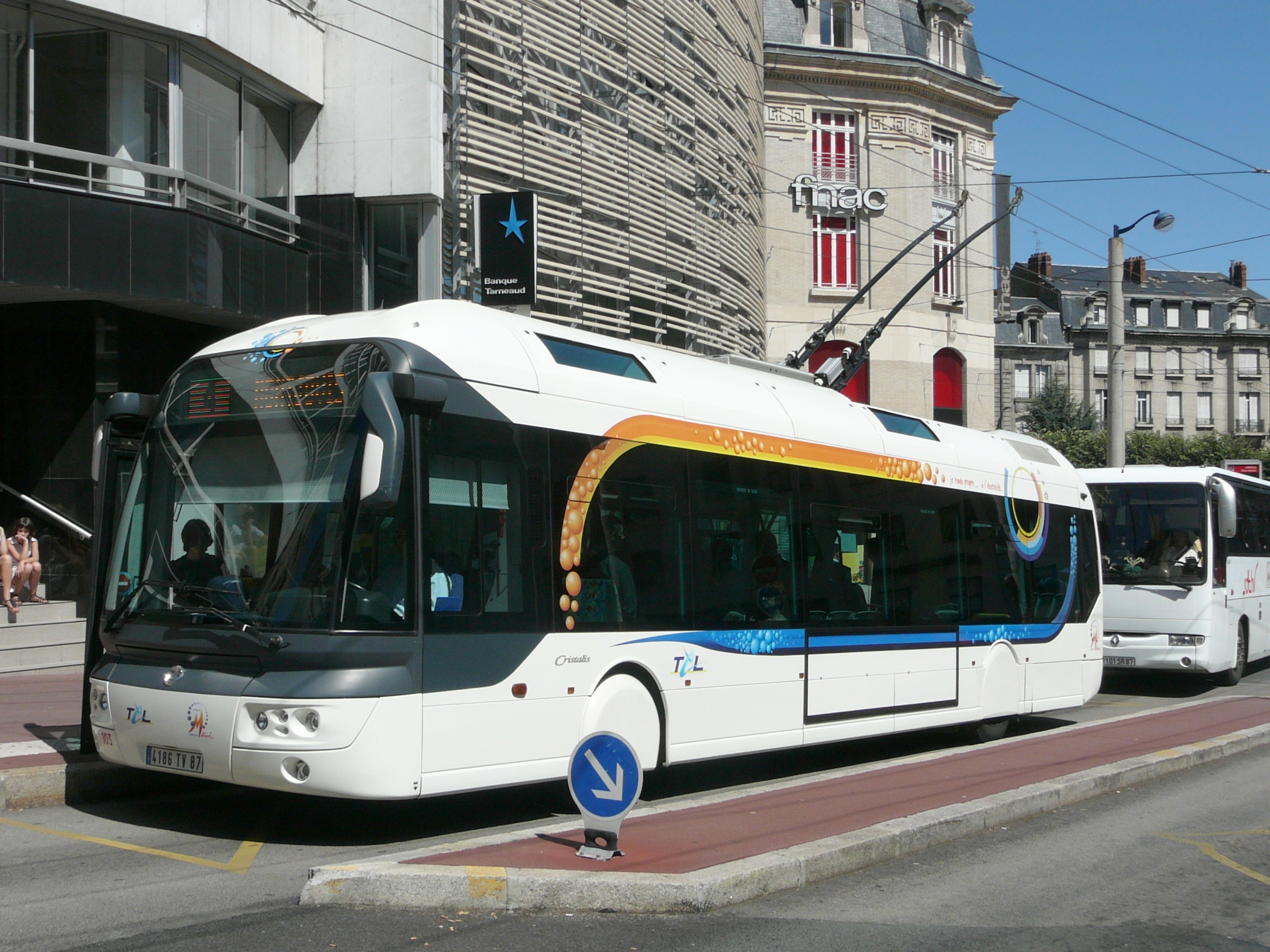
クリスタリス（2009年撮影）
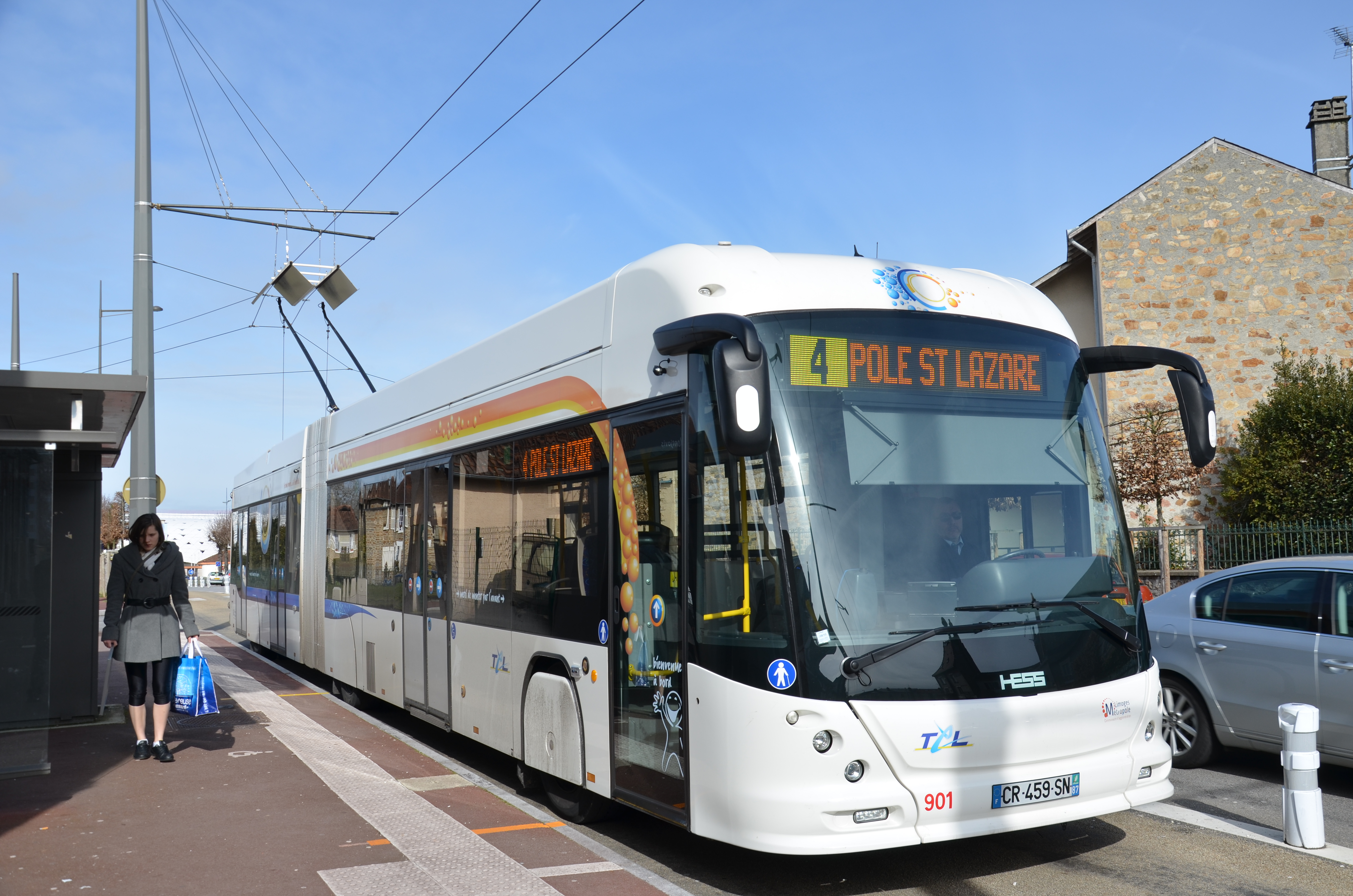
スイストロリー（2015年撮影）
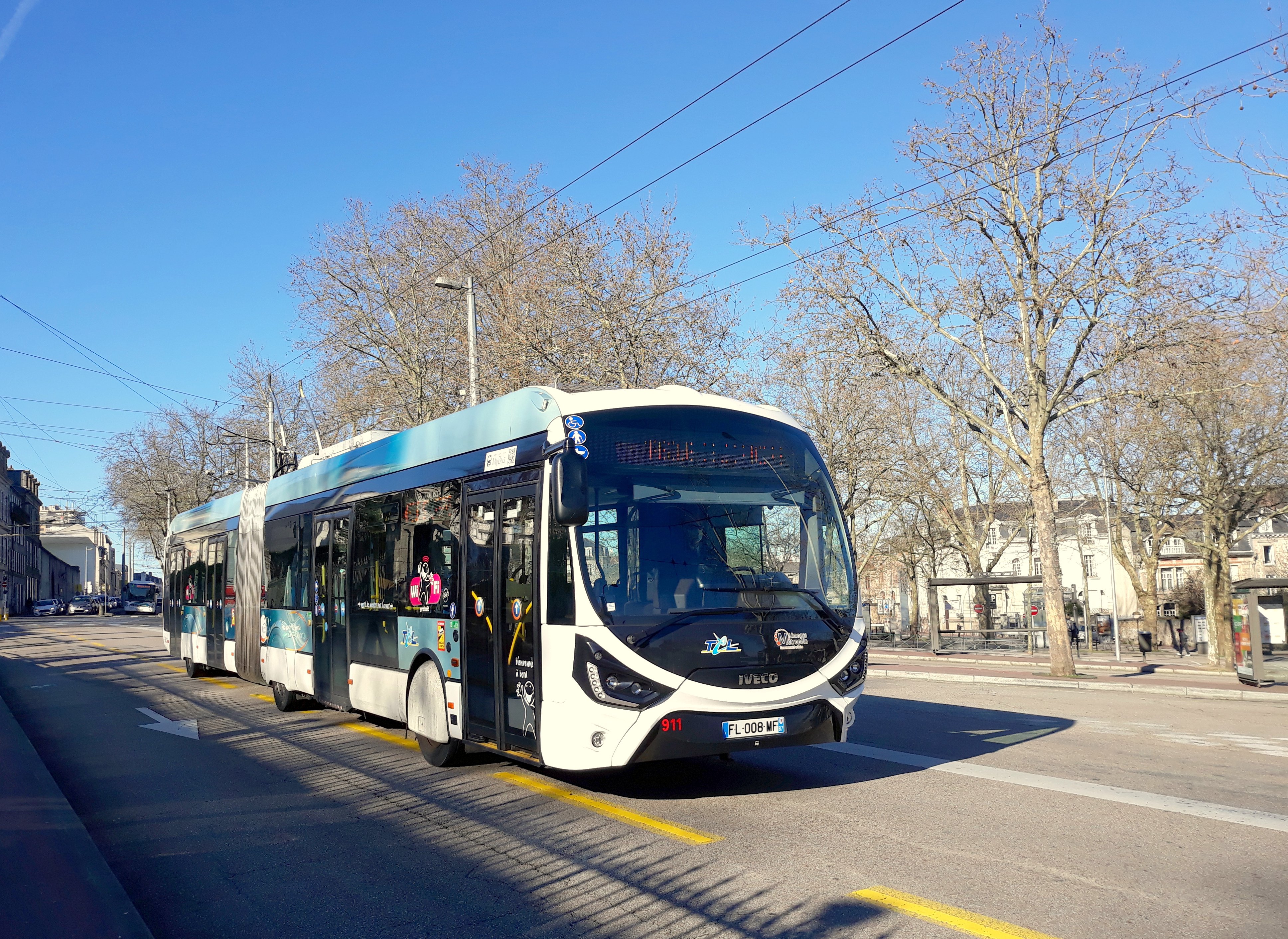
クリアリス（2022年撮影）

### 過去の車両

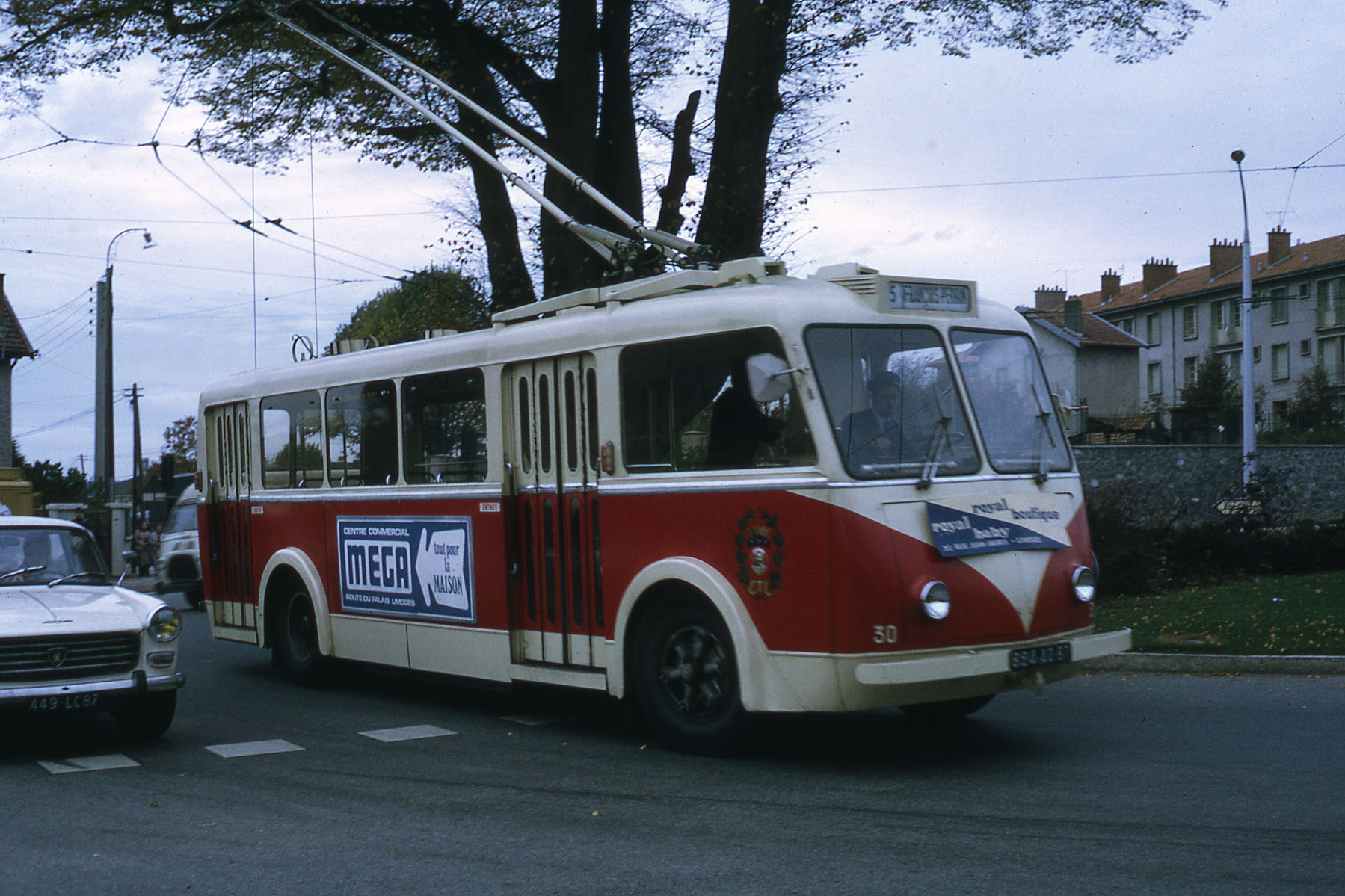
ヴェトラCB60 開通時に導入された車両（1972年撮影）
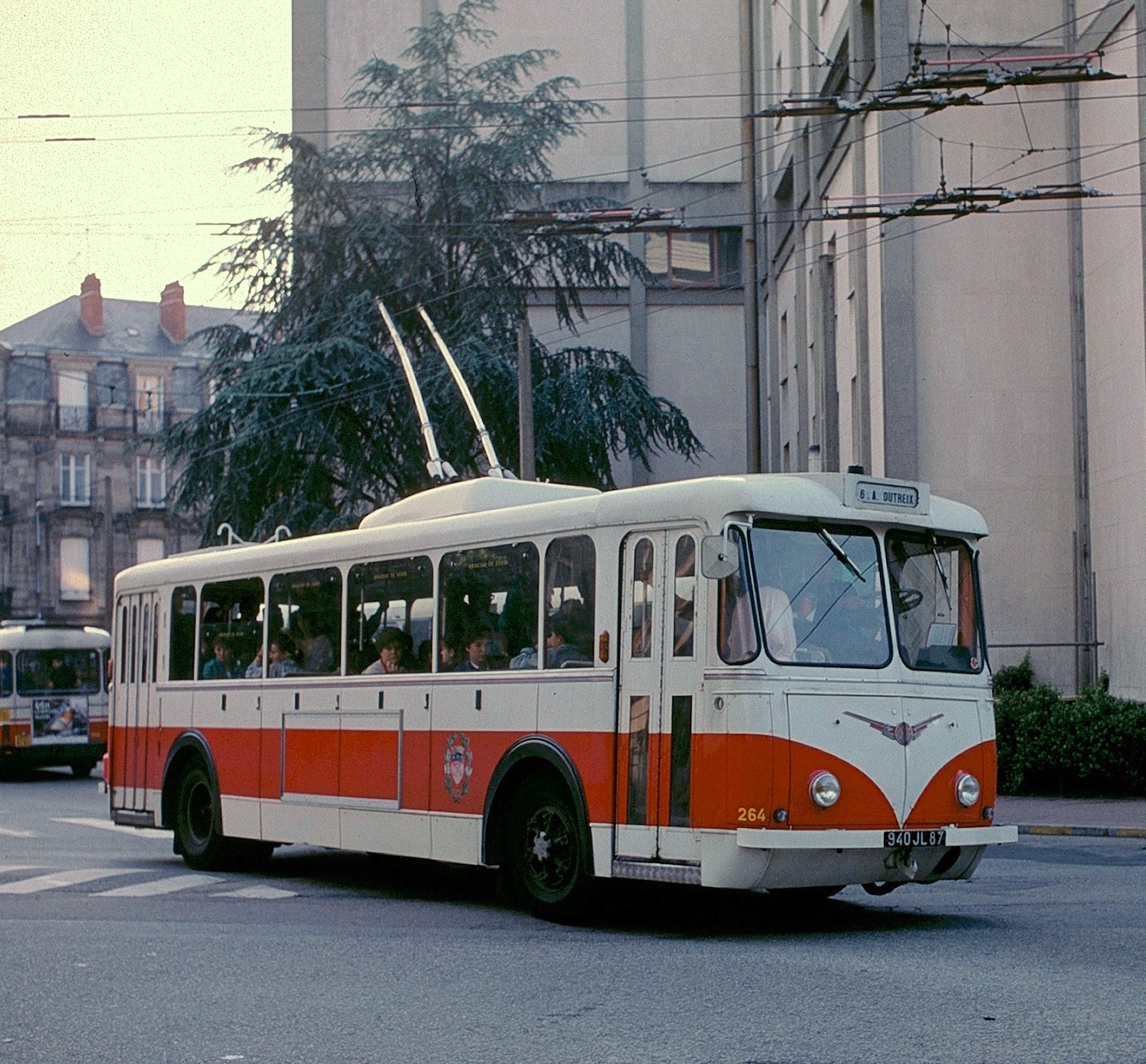
ヴェトラVBRh 廃止されたパリのトロリーバスからの譲渡車両（1988年撮影）
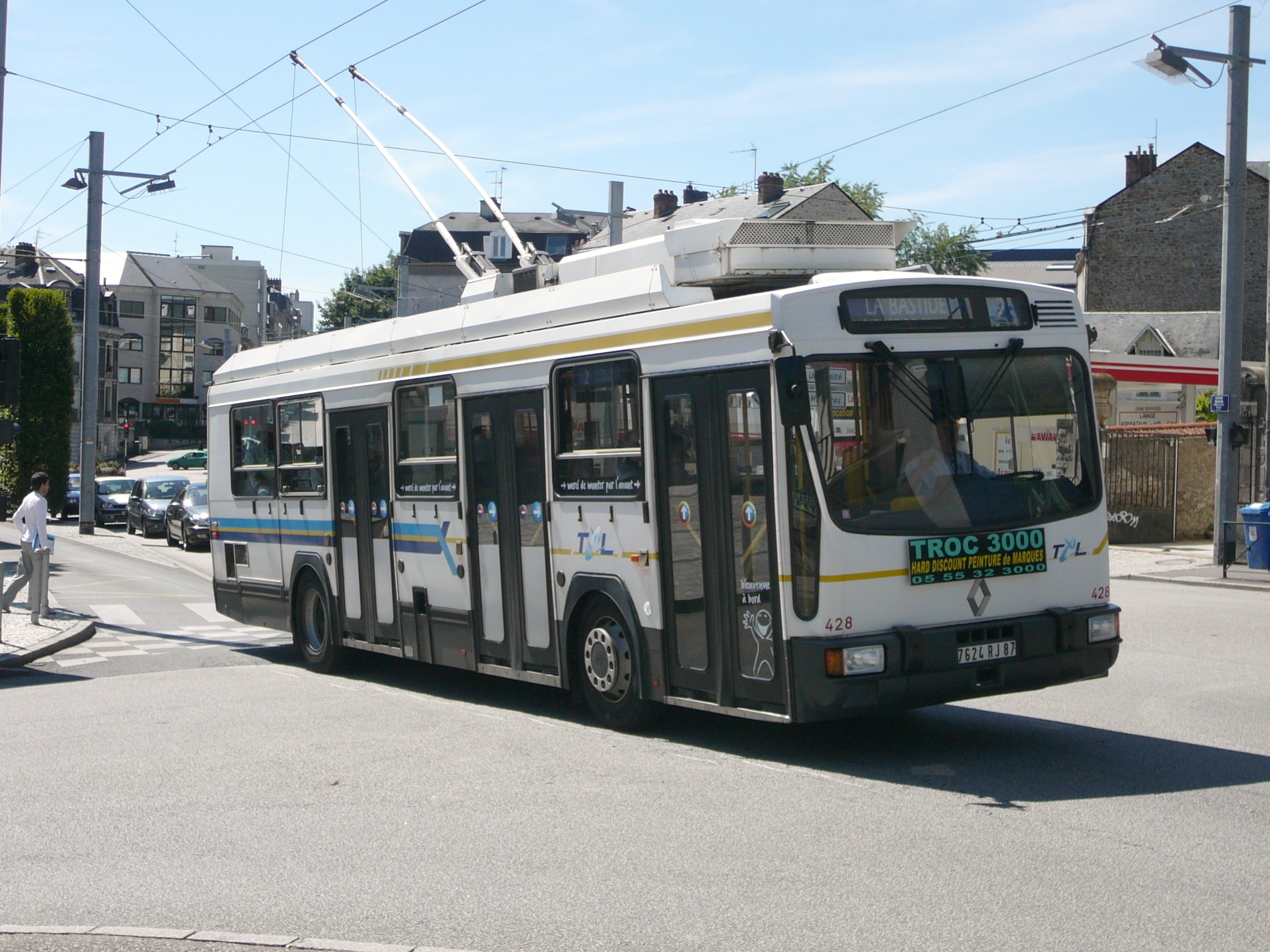
ルノーER100H 1980年代に導入された車両（2009年撮影）